# Amazing Kiss
Singles de BoA
ID; Peace B
(2001) Kimochi wa tsutawaru
(2001)
Amazing Kiss est le 2esingle de BoA sorti sous le label Avex Trax le 25 juillet 2001 au Japon. Il atteint la 23e place du classement de l'Oricon. Il se vend à 15 720 exemplaires la première semaine et reste classé 8 semaines pour un total de 59 450 exemplaires vendus. La chanson Amazing Kiss se trouve sur l'album Listen to My Heart.

## Liste des titres
| 1. | Amazing Kiss                      |  |
| 2. | Someday, Somewhere                |  |
| 3. | Amazing Kiss (English version)    |  |
| 4. | Someday, Somewhere (Instrumental) |  |
| 5. | Amazing Kiss (Instrumental)       |  |

Vinyl
| 1. | Amazing Kiss (Thunderpuss Japanese Club Mix) |  |

| 1. | Amazing Kiss (Groove That Soul Japanese Mix) |  |
| 2. | Amazing Kiss (Original Japanese Version)     |  |